# Айдынбай, Кайырберды Жумасейтович
Кайырберды Жумасейтович Айдынбай (род. 25 ноября 1997) — казахстанский самбист и дзюдоист, бронзовый призёр первенства мира по самбо 2017 года среди юниоров в Бишкеке, чемпион Казахстана по самбо  (2020, 2021) серебряный призёр чемпионата мира 2022 года, чемпион мира по пляжному самбо 2022 года, победитель и призёр международных турниров по самбо и дзюдо. По самбо выступал в весовой категории до 58 кг. Проживал в городе Атырау. Принимал участие в чемпионате мира по самбо 2019 года в Сеуле, где занял пятое место.